# Шонан-Мару
Шонан-Мару (Shonan Maru) — транспортне судно, яке під час Другої світової війни взяло участь у операціях японських збройних сил в архіпелазі Бісмарка.
У другій половині вересня 1943-го судно виконувало рейс у районі архіпелагу Бісмарка, де було потужне японське угруповання, котре вело боротьбу за Соломонові острова та Нову Гвінею. 24 вересня 1943-го за сто сімдесят кілометрів на північ від островів Адміралтейства судно було потоплене внаслідок атаки літаків B-24 «Ліберейтор».